# 8874 Showashinzan
8874 Showashinzan este un asteroid din centura principală de asteroizi.

## Descriere
8874 Showashinzan este un asteroid din centura principală de asteroizi. A fost descoperit pe 26 octombrie 1992 la Kitami de Kin Endate și Kazuro Watanabe. Asteroidul prezintă o orbită caracterizată de o semiaxă mare de 2,26 ua, o excentricitate de 0,19 și o înclinație de 5,2° în raport cu ecliptica.